# Carex ruralis
Carex ruralis là một loài thực vật có hoa trong họ Cói. Loài này được J.Oda & Nagam. mô tả khoa học đầu tiên năm 2008.